# O Dia do Desespero
O Dia do Desespero és una pel·lícula dramàtica franco-portuguesa del 1992 basada en la vida de l'escriptor portuguès Camilo Castelo Branco. Va ser dirigit per Manoel de Oliveira. La pel·lícula va ser seleccionada com a entrada portuguesa per al Millor pel·lícula en llengua estrangera als Premis Oscar de 1992, però no va ser acceptada com a nominada.

## Argument
La pel·lícula tracta els darrers anys de Camilo Castelo Branco a partir de cartes de l'escriptor, analitzant els seus conflictes i drames, la relació amb Ana Plácido i la ceguesa angoixant que va provocar e lseu suïcidi. Filmada íntegrament a Casa de Camilo de S. Miguel de Seide, és una de les pel·lícules més austeres d'Oliveira.

## Repartiment
- Mário Barroso - Camilo Castelo Branco
- Teresa Madruga - Ana Plácido
- Luís Miguel Cintra - Freitas Fortuna
- Diogo Dória - Dr. Edmundo Magalhães